# HD 96146
HD 96146，又名CD-35 6954，SAO 202067、HR 4313，是一颗恒星，视星等为5.43，位于銀經279.8，銀緯22.24，其B1900.0坐标为赤經11h 0m 10.7s，赤緯-35° 22.24′ 55″。